# Dieter Seebach

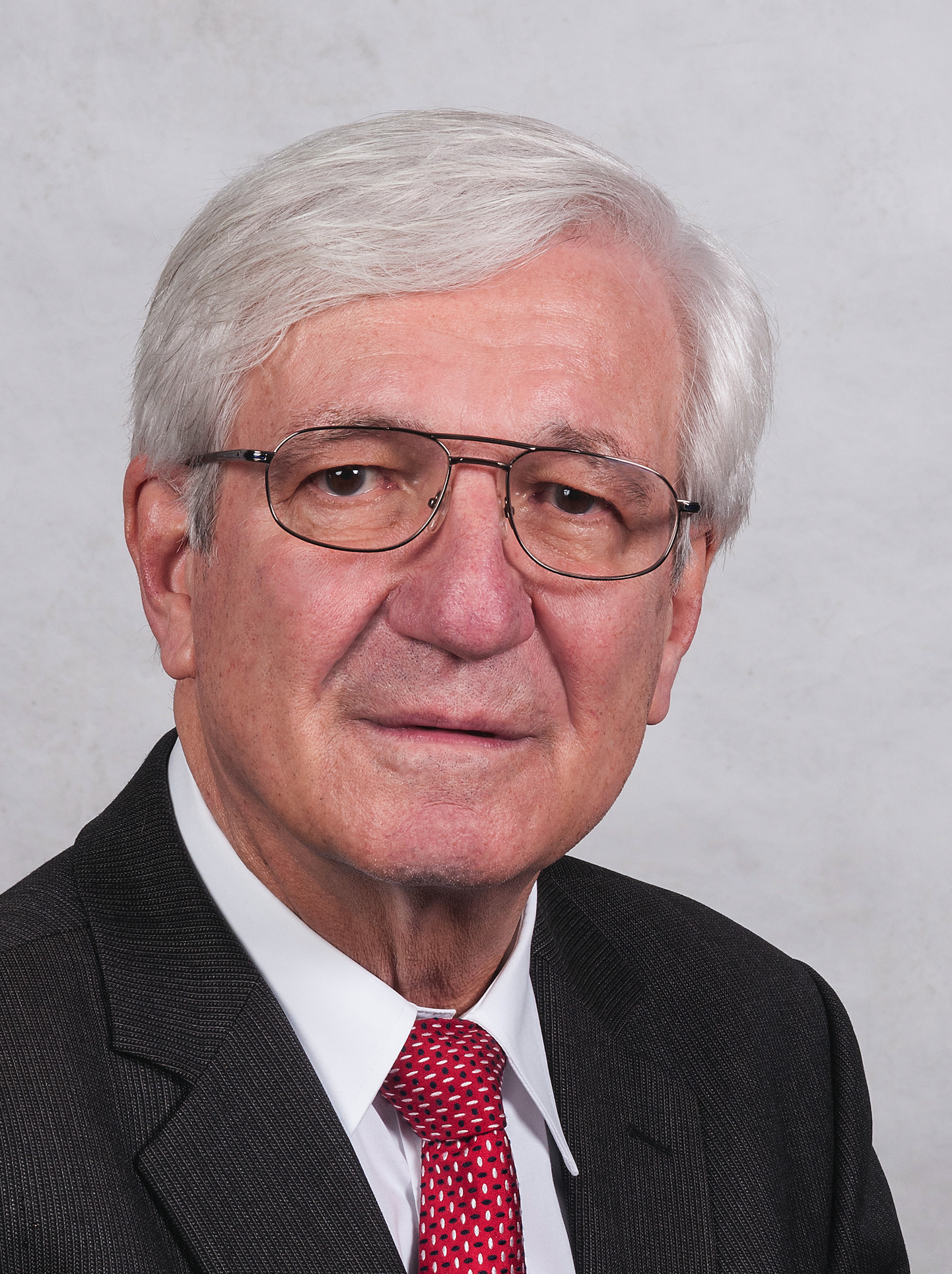
Dieter Seebach

Dieter Seebach (* 31. Oktober 1937 in Karlsruhe) ist ein deutscher Chemiker.

## Leben
Dieter Seebach, Sohn des Altphilologen Kurt E. Seebach und seiner Frau Erika (geb. Weisert) ist am 31. Oktober 1937 in Karlsruhe geboren. Nach kriegsbedingt wechselnden Grundschulbesuchen in Karlsruhe, Annweiler (Pfalz) und Bad Dürrheim (Schwarzwald) wurde Seebach 1947 Schüler am humanistischen Bismarck-Gymnasium in Karlsruhe, wo er 1956 das Abitur ablegte. Schon während der Schulzeit war er von Chemie begeistert und richtete in der ehemaligen Waschküche des Elternhauses ein Labor ein. Folgerichtig studierte Seebach Chemie an der Technischen Hochschule Karlsruhe (heute KIT) und wurde dort 1964 mit einer Arbeit über Peroxide des 2,5-Dihydrofurans bei Rudolf Criegee promoviert. Im Anschluss verbrachte er zwei Jahre an der Harvard University als Postdoktorand beim späteren Nobelpreisträger Elias James Corey und als Lecturer. 1967 kehrte er nach Karlsruhe zurück und habilitierte sich dort 1969 mit einer Arbeit über Schwefel- und Selen-stabilisierte Carbanionen und Carbene. 1971 wurde er an die Justus-Liebig-Universität in Gießen berufen; 1977 wechselte er auf eine Professur für Chemie an der Eidgenössischen Technischen Hochschule (ETH) Zürich (Nachfolge von Vladimir Prelog). 2003 wurde er emeritiert. Seebach war mit Ingeborg R. Seebach (geb. Reichling) verheiratet, ist seit 2006 Witwer und hat drei Kinder (Jörg, Petra und Lutz) sowie acht Enkel.

### Gastprofessuren
Er war Gastprofessor an den Universitäten von Madison (Wisconsin), Straßburg, München (TU), Kaiserslautern, Frankfurt am Main, Münster, an der Harvard, an der Cornell University und am Caltech in Pasadena (Kalifornien), ebenso wie am damaligen Max-Planck-Institut für bioanorganische Chemie in Mülheim an der Ruhr.

## Wirken
Seine Arbeit konzentriert sich auf die Entwicklung von neuen Synthesemethoden, die Herstellung und Strukturuntersuchung von β-Peptiden; die Synthese von Oligomeren in (R)-3-Hydroxybuttersäure und die zugehörigen Biopolymere (PHB) ebenso wie ihre Anwendungsmöglichkeiten; die Synthese von enantiomerenreinen Dendrimeren und die Verwendung von chiralen Titanaten in der organischen Synthese. Bekannt ist er auch durch seine Entwicklung des Konzepts der Umpolung, so realisiert bei der Corey-Seebach-Reaktion.
| TADDOLe (Auswahl) |
| ----------------- |
| (R,R)-TADDOL      |
| (S,S)-TADDOL      |

Aus Weinsäure synthetisierte Seebach erstmals TADDOLe, die in der modernen enantioselektiven Synthese als vielseitige chirale Hilfsstoffe, Übergangsmetall-Liganden und Brønsted-Säuren eingesetzt werden und heute kommerziell verfügbar sind. Die TADDOLe sind auch als Seebach-Hilfsstoffe bekannt. Das Prinzip der «Selbstregeneration von Stereozentren» (Beispiel Fráter-Seebach-Alkylierung) ist auch nach ihm benannt. Die «Erfindung der β-Peptide» geht ebenfalls auf Seebachs Forschungen zurück.
Neben der Entwicklung von Synthesemethoden stehen zugehörige mechanistische Arbeiten: z. B. die Re/Si-Nomenklatur und Topizitätsregeln für die Vereinigung trigonaler Zentren, die Struktur und Reaktivität von Li-Verbindungen, oder die Mechanismen der organokatalytischen Reaktionen mit Prolin, dem Hayashi-Jorgensen- und dem MacMillan-Katalysator.

### Mitgliedschaften, Ehrungen und Preise
Dieter Seebach ist Mitglied der Neuen Schweizer Chemischen Gesellschaft und ähnlichen Organisationen in Deutschland, Großbritannien, Japan und den USA. Er ist Mitglied der Deutschen Akademie der Naturforscher Leopoldina (seit 1984), der Academia Europaea (seit 1989), der National Academy of Sciences, der Mexikanischen Akademie der Wissenschaften und der Akademie der Wissenschaften und der Literatur in Mainz. Er ist Ehrendoktor der Universität Montpellier. Seit 2007 gehört Seebach zu den Thomson Reuters Citation Laureates.

### Preise (Auswahl)
- Karl-Ziegler-Preis (GDCh, 1987)
- Fluka Prize (Reagent of the year 1987)
- ACS Award for Creative Work in Organic Synthesis  (1992)
- Roger Adams Award (ACS, 1999)
- King Faisal Prize 1999 for Science
- Marcel Benoist-Preis (CH, 2000)
- August-Wilhelm-von-Hofmann-Denkmünze (GDCh, 2003)
- Tetrahedron-Preis (2003)
- Ryōji-Noyori-Preis (2004)
- Vincent du Vigneaud Award (American Peptide Society, 2004)
- Max-Bergmann-Medaille (2005)
- Arthur C. Cope Award (ACS, 2019)

## Veröffentlichungen
Seebach veröffentlichte eine in der experimentellen Organischen Chemie herausragende Anzahl von 821 wissenschaftliche Arbeiten. Mit einem h-Index von 114 (Stand 2021) zählt er zu den herausragendsten synthetischen Organikern unserer Zeit.

### Ausgewählte Arbeiten
- Dissertation: 2.5 [Zwei fünf]-Dihydro-Furan-Peroxyde, Karlsruhe, Technische Hochschule für Natur- u. Geisteswissenschaften, 1964
- Habilitation: Metallierte ortho-Trithioameisensäureester : Nachweis v. freien Bis(arylthio)-carbenen in Lösung Selen-stabilisierter Carbanionen, Karlsruhe, Technische Hochschule für Natur- u. Geisteswissenschaften, 1969
- Organic Synthesis. Where now ?, Angewandte Chemie, Intern. Edition, Band 29, 1990, S. 1320–1367
- Mit Andreas Brunner, Beat Bachmann, Torsten Hoffmann, Florian Kühnle, Urs Lengweiler: Biopolymers and -oligomers of (R)-3-Hydroxyalkanoic acids : contributions of synthetic organic chemists, Berlin : Ernst Schering Research Foundation, Lecture Nr. 28, 1995, S. 7–98
- TADDOLs – from Enantioselective Catalysis to Dendritic Cross Linkers to Cholesteric Liquid Crystals, Chimia, Band 54, 2000, S. 60–62
- Mit Albert K. Beck, Alexander Heckel: TADDOLe, ihre Derivate und Analoga – vielseitige chirale Hilfsstoffe, Angewandte Chemie, Internat. Edition, Band 40, 2001, S. 92–138
- Forschung – eine Fahrt ins Blaue, Chimia, Band 54, 2000, S. 751–758